# Diaprograpta abrahamsae
Diaprograpta abrahamsae là một loài nhện trong họ Miturgidae.
Loài này thuộc chi Diaprograpta. Diaprograpta abrahamsae được miêu tả năm 2009 bởi Raven.